# Des Moines Automobile Company
Des Moines Automobile Company war ein US-amerikanischer Hersteller von Automobilen.

## Unternehmensgeschichte
Das Unternehmen wurde im Januar 1902 in Des Moines in Iowa gegründet. C. B. Paul war Präsident und sein Bruder J. E. Paul Sekretär. Bereits nach einem Monat wurde W. F. Pillsbury neuer Präsident, W. E. Stone war ebenfalls im Unternehmen tätig. Sie planten die Produktion von Automobilen mit Elektro- und Ottomotoren. Die Idee mit Elektroautos wurde nicht umgesetzt. Der Markenname lautete Des Moines. Gegen Ende desselben Jahres kam die Produktion zum Erliegen. Als Automobilwerkstatt existierte das Unternehmen noch länger.
Es ist nicht bekannt, wie viele Fahrzeuge entstanden sind. 1910 waren noch drei Fahrzeuge in Des Moines zugelassen.
Eine Quelle sieht die Des Moines Cycle Company aus der Zeit von 1894 bis 1899 als Vorgängerunternehmen. Allerdings passen die Inhabernamen Riddell und Mitchell nicht überein.

## Fahrzeuge
Die Fahrzeuge hatten einen Einzylindermotor. Er war unter den Sitzen montiert und trieb über eine Kette die Hinterachse an. Gelenkt wurde mit einem Lenkhebel. Die Ausführung Motorette bot Platz für zwei Personen. Stanhope und Tonneau waren etwas größer. Außerdem wird ein Imperial genannt.